# Prunet-et-Belpuig
Prunet-et-Belpuig (in catalano Prunet i Bellpuig) è un comune francese di 62 abitanti situato nel dipartimento dei Pirenei Orientali nella regione dell'Occitania.

## Società

### Evoluzione demografica
Abitanti censiti